# 編集者
編集者（へんしゅうしゃ）は、本（書籍・雑誌）や新聞などの刊行物や論文などの内容を編集する者である。歴史書や教科書を発行する出版社（例えば三省堂）では、「編集」ではなく「編修」と表記する場合もある。
実際は、「編集者」と呼ばれる役職は2つある。1つは、著作的な編集を行う人である。著者表示で「著」などと並んで「編」「edited by」「ed.」などとなっている人物である。編纂者・編者（編著者）に同じ。

## 編集実務の担当者
もう一つは、出版社や編集プロダクションなどの職場あるいはフリーなどの職業形態における編集実務担当者である。
書籍の編集者の場合、著者が本の「あとがき」などで謝意を表するような場合を除いて、一般的に自分が編集した本に自身の名前が記されることはなく（ただし、徳間書店のように編集者名を必ず記載する方針の出版社も、少数ながら存在する）、たとえ著者からの謝意を表す文章で編集者の姓名が「あとがき」等に記載されていたとしても、本の書誌事項として登録される公的なものではない。いわば匿名性の中で仕事を進めていくのが、編集者の仕事の特質の一つである。しかし、編集者のなかには、「スーパーエディター」を標榜した安原顕のように、書籍の奥付に自身の名前をクレジットする者もいる。